# Willy Wonka and the Chocolate Factory
Willy Wonka and the Chocolate Factory (no Brasil: A Fantástica Fábrica de Chocolate / em Portugal: Willy Wonka e a Fábrica de Chocolate) é um filme musical dirigido por Mel Stuart e lançado em 1971, dos genêros Fantasia e Comédia dramática, estrelando Gene Wilder no papel de Willy Wonka. A história é baseada no livro infantil Charlie and the Chocolate Factory de Roald Dahl, publicado em 1964, contando a história de como Charlie Bucket encontra um "Bilhete Dourado" e visita a Fábrica de Chocolates Wonka com outras quatro crianças.
As filmagens ocorreram em Munique em 1970 e o filme foi lançado pela Paramount Pictures em 30 de junho de 1971. Com orçamento de apenas 3 milhões de dólares, a produção recebeu análises positivas, porém não alcançou o sucesso comercial esperado; somando em torno de 4 milhões de dólares até sua saída de exibição.
Décadas após o lançamento original, o filme tornou-se um filme de culto, devido principalmente às suas repetidas exibições em redes de televisão. Em 1972, o filme foi indicado ao Óscar de Melhor Trilha Sonora Original e Wilder foi indicado ao Globo de Ouro de Melhor Ator em Comédia ou Musical. Em 2014, o título foi selecionado para preservação no Registro Nacional de Filmes da Biblioteca do Congresso por ser "culturalmente, historicamente e esteticamente significante".

## Enredo
Em uma pequena cidade, em 1970, Charlie Bucket (Peter Ostrum), um menino pobre entregador de jornais, assiste um grupo de crianças visitar uma loja de doces. Caminhando para casa, ele passa em frente a fábrica de chocolate de Willy Wonka. Um funileiro misterioso recita a primeira linha do poema "The Fairies" de William Allingham e diz a Charlie: "Ninguém nunca entra e ninguém nunca sai". Charlie corre para casa para encontrar sua mãe viúva e seus avós acamados. Depois de contar ao Vovô Joe (Jack Albertson), o que o funileiro havia lhe dito, Joe revela que Wonka trancou toda a fábrica porque outros fabricantes de doces, incluindo seu rival Arthur Slugworth, mandavam espiões para roubar as receitas de seus doces. Wonka desapareceu, mas depois de três anos voltou a vender doces. A origem dos trabalhadores que fabricam os doces para Wonka é desconhecida.
No dia seguinte, Wonka anuncia que escondeu cinco "Cupons Dourados" em barras de chocolate Wonka. Aqueles que encontrarem os cupons ganharão um tour pela fábrica e um fornecimento gratuito de chocolate pelo resto de suas vidas. Os primeiros quatro cupons são encontrados pelo glutão Augustus Gloop (Michael Bollner), a mimada Veruca Salt (Julie Dawn Cole), a mascadora de chicletes Violeta Beauregarde (Denise Nickerson) e o fanático por televisão Mike Teavee (Paris Themmen). Charlie, com muito sacrifício, consegue comprar duas barras de chocolate, mas não encontra o cupom em nenhuma delas. Os jornais anunciam que o quinto cupom foi encontrado por um bilionário no Paraguai, fazendo com que Charlie se entristeça e perca as esperanças. No dia seguinte, Charlie encontra algum dinheiro em um bueiro e usa para comprar uma barra de Scrumdiddlyumptious. Com o troco, ele compra uma barra de chocolate Wonka para seu avô. Voltando para casa, Charlie escuta as pessoas comentando as notícias dos jornais, que dizem que o cupom do milionário paraguaio é falso e que um dos Cupons Dourados ainda está em alguma lugar. Ele resolve então abrir a barra de chocolate e encontra o quinto e último Cupom Dourado. Enquanto corre para casa, ele encontra um homem que diz ser o Sr. Slugworth e lhe oferece uma recompensa por uma amostra da última criação de Wonka, a Balinha Interminável
Já em casa e com o Cupom Dourado, Charlie escolhe seu Avô Joe para ser seu acompanhante até a fábrica. No dia seguinte, Wonka cumprimenta os vencedores e guia-os até dentro da fábrica onde eles são obrigados a assinar um contrato antes de se iniciar o tour. Na fábrica, os visitantes encontram um mundo todo feito de doces e chocolates. Trabalhando na fábrica, estão os Oompa-Loompas, pequenos homenzinhos de uma terra distante. O glutão Augustus cai em um rio de chocolate e é sugado por um cano. Na Sala de Invenções, todos recebem uma Balinha Interminável. Depois de, e apesar dos avisos de Wonka, mascar um chiclete experimental contendo uma refeição completa, Violeta se transforma em um mirtilo gigante. O grupo alcança a Sala de Bebidas Efervescentes, onde Charlie e Vovô Joe ignoram os avisos de Wonka e bebem uma amostra de uma das bebidas. Eles flutuam e tem um encontro quase fatal com um ventilador de exaustão, antes de conseguirem voltar ao chão. Na Sala de Ovos Dourados, Veruca ordena que lhe dêem um ganso dourado antes de cair em uma calha de lixo que leva a um incinerador. O grupo testa a Wonka's Wonkavision usando-a para teleportar barras de chocolate, mas Mike resolve teleportar a si mesmo sendo reduzido a uma pessoa de poucos centímetros de altura.
Com apenas Charlie e Vovô Joe sobrando, eles assumem que ganharam o suprimento eterno de chocolate. No entanto, Wonka revela que eles não ganharam nada porque violaram o contrato quando roubaram uma bebiba na Sala de Bebidas Efervecentes. Enfurecido, Joe sugere que, como forma de vingança, Charlie deveria dar a amostra do Gobstopper para o Sr. Slugworth. Contudo, Charlie decide não fazê-lo e devolve o Gobstopper para Wonka. Com o ato de desprendimento, Wonka declara que Charlie é o vencedor. Ele revela também que "Slugworth" é, na verdade, um empregado do próprio Wonka, contratado para testar a moralidade dos candidatos e ao devolver a amostra de Gobstopper, Charlie se tornou a única criança a passar no teste. Os três entram no "Wonkavator", um elevador de vidro multi-direcional que voa para fora da fábrica. Enquanto voam sobre a cidade, Wonka revela que o prêmio real é a fábrica inteira. Wonka criou a competição para encontrar algum "herdeiro" que merecesse continuar seu legado. Wonka revela ainda que Charlie e sua família podem se mudar imediatamente para a fábrica. Wonka, então, pede a Charlie que não se esqueça do homem que de repente ganhou tudo que sempre quis. Charlie pergunta, "E o que aconteceu?" e Wonka responde, "Ele viveu feliz para sempre".

## Elenco
| Ator             | Personagem         |
| ---------------- | ------------------ |
| Gene Wilder      | Willy Wonka        |
| Jack Albertson   | Vovô Joe           |
| Peter Ostrum     | Charlie Bucket     |
| Roy Kinnear      | Sr. Salt           |
| Julie Dawn Cole  | Veruca Salt        |
| Leonard Stone    | Sr. Beauregarde    |
| Denise Nickerson | Violet Beauregarde |
| Dodo Denney      | Sr. Teevee         |
| Paris Themmen    | Mike Teavee        |
| Ursula Reit      | Sra. Gloop         |
| Michael Bollner  | Augustus Gloop     |
| Diana Sowle      | Sra. Bucket        |
| Aubrey Woods     | Bill               |
| David Battley    | Sr. Turkentine     |
| Gunter Meisner   | Sr. Slugworth      |
| Peter Cappell    | Tinker             |
| Werner Heyking   | Sr. Jopeck         |
| Peter Stuart     | Winkelmann         |

## Produção
A ideia de adaptar o livro ao filme surgiu quando a filha do diretor Mel Stuart leu o livro e pediu a seu pai que realizasse um filme, com a produção de "Tio Dave" (o produtor David L. Wolper). Stuart mostrou o livro a Wolper, que entrou em negociações com a Oats Company a respeito de uma forma de introduzir sua nova barra de chocolate da fábrica em Chicago (renomeada para Willy Wonka Candy Company e vendida para a Nestlé). Wolper convenceu a empresa, que não tinha experiência anterior na indústria cinematográfica, a comprar os direitos do livro e patrocinar sua nova barra de chocolate sob o nome "Oats Wonka Bar". Foi acordado que o filme seria um musical infantil e que o próprio Dahl escreveria o roteiro. Contudo, o título foi modificado para Willy Wonka and the Chocolate Factory para promover a empresa patrocinadora. O roteirista David Seltzer concebeu jargões exclusivos para a produção que teve Willy Wonka citando comicamente várias fontes literárias, como The Importance of Being Earnest (de Oscar Wilde), The Rime of the Ancient Mariner (de Samuel Taylor Coleridge) e The Merchant of Venice (de William Shakespeare).

### Escolha do elenco
Todos os membros do Monty Python: Graham Chapman, John Cleese, Eric Idle, Terry Gilliam, Terry Jones e Michael Palin expressaram desejo de interpretar o personagem principal, Willy Wonka. Porém, não foram considerados nomes suficientemente populares para o público internacional à época. Anos depois, três dos membros do grupo (Cleese, Idle e Palin) foram considerados para o papel pelo diretor Tim Burton em seu remake de 2005.
Antes da confirmação de Wilder para o papel principal, Fred Astaire, Joel Grey, Ron Moody e Jon Pertwee também foram considerados. A escolha de Roald Dahl, o autor do livro, para o papel era Spike Milligan. Peter Sellers também pediu o papel a Dahl.
Ao ser convocado para o papel, Wilder aceitou-o com uma condição:
| “ | Quando eu fizer minha entrada, gostaria de sair pela porta com uma bengala e, em seguida, caminhar em direção à multidão mancando. Depois que a multidão pensa que Willy Wonka é um aleijado, todos sussurram e vem um silêncio mortal. Conforme eu andar em direção a eles, minha bengala fica presa no paralelepípedo, mas eu continuo andado até dar conta de que estou andando sem a bengala. Eu começo a cair para frente, e pouco antes de chegar no chão, dou um salto incrível e recebo os aplausos. | ” |

O cantor Sammy Davis, Jr. quis interpretar Bill, o vendedor de doces, mas Stuart não aceitou a ideia por achar que a presença de uma estrela nas cenas iniciais quebraria o senso de realidade da obra. Anthony Newley também quis o papel de Bill, mas Stuart também rejeitou a ideia.

### Filmagens

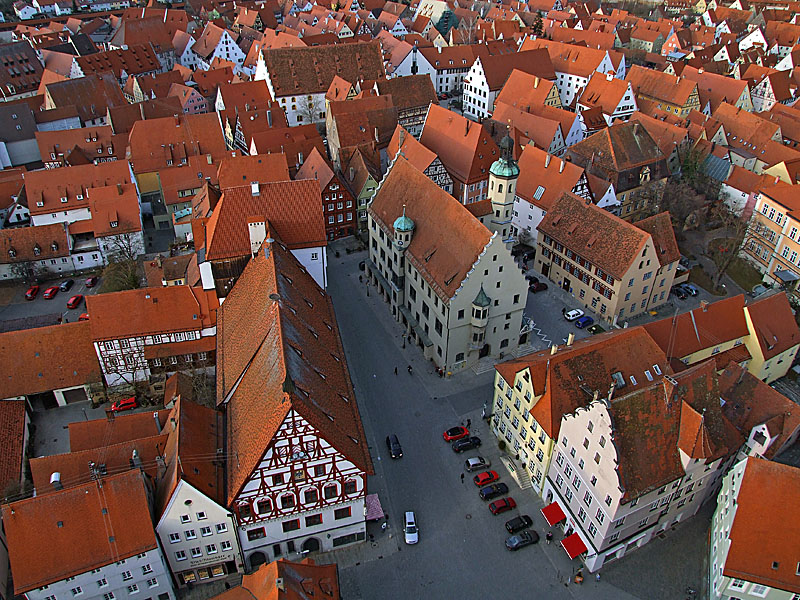
Nördlingen, o local das cenas finais do filme.

As filmagens tiveram início em 30 de abril e foram finalizadas em 19 de novembro de 1970. A primeira locação foi em Munique, Baviera, então Alemanha Ocidental, porque era mais barato do que filmar nos Estados Unidos e o cenário parecia conducente à Fábrica Wonka; Stuart também gostou da ambiguidade e infamiliaridade do local. As imagens externas da fábrica foram feitas na fábrica de gás Stadtwerke München, de Munique. A casa de Charlie Bucket foi o único set construído para o filme. A cena de encerramento, que mostra a visão a partir do "Wonkavador" é da cidade de Nördlingen, também na Baviera.
O designer Harper Goff colocou o centro da fábrica como a grandiosa "Sala do Chocolate". De acordo com Paris Themmen, que interpretou Mike Teevee, o rio de chocolate "era feito de água" colorida artificialmente. Ao ser entrevistado para a edição especial do 30º Aniversário, Gene Wilder afirmou que gostou de trabalhar com a maioria dos atores mirins, mas admitiu que o elenco teve alguns problemas com Paris Themmen, alegando que ele era um "mão cheia".

## Distribuição
Quando lançado nos cinemas, a responsabilidade de distribuir o filme foi originalmente da Paramount Pictures, porém como a Paramount Pictures decidiu não renovar os direitos de distribuição, os direitos foram transferidos para a Warner Bros. Pictures em 1977, quando a Wolper Pictures, Ltd. foi comprada pela empresa e a Quaker Oats vendeu sua participação no filme.

## Trilha sonora
A trilha sonora foi composta por Leslie Bricusse e Anthony Newley e a direção musical ficou a cargo de Walter Scharf. A trilha foi lançada originalmente pela Paramount Records em 1971. Em 8 de outubro de 1996, a Hip-O Records (em conjunto com a MCA Records, que era a então detentora do catálogo da Paramount), lançou as músicas como um CD intitulado "25th Anniversary Edition".
1. "Main Title ("Golden Ticket/Pure Imagination")
2. "The Candy Man Can" – Aubrey Woods
3. "Cheer Up, Charlie" – Diana Lee
4. "(I've Got A) Golden Ticket" – Jack Albertson e Peter Ostrum
5. "Pure Imagination" – Gene Wilder
6. "Oompa Loompa (Augustus)" – Oompa Loompas
7. "The Wondrous Boat Ride/The Rowing Song" – Gene Wilder
8. "Oompa Loompa (Violet)" – Oompa Loompas
9. "I Want It Now!" – Julie Dawn Cole
10. "Oompa Loompa (Veruca)" – Oompa Loompas
11. "Ach, so fromm" ("M'appari") – Gene Wilder
12. "Oompa Loompa (Mike)" – Oompa Loompas
13. "Pure Imagination" (Créditos finais)

## Recepção
O filme foi lançado em 30 de junho de 1971. O filme não foi um grande sucesso, sendo o 53º filme com maior bilheteria do ano nos EUA, faturando pouco mais de 2,1 milhões de dólares no fim de semana de estréia.
No Rotten Tomatoes ,o filme tem uma taxa de aprovação de 91% e uma classificação média de 7.8 / 10 com base em 47 avaliações. O consenso crítico do site afirma: " Willy Wonka & the Chocolate Factory é estranho, mas reconfortante, cheio de desvios narrativos que nem sempre funcionam, mas expressam a singularidade do filme". O Metacritic atribui ao filme uma avaliação de 67/100 indicando "análises geralmente favoráveis".
Prêmios da Academia
- Melhor Trilha Sonora Original (Indicado)

 Globo de Ouro
- Melhor Ator em Comédia ou Musical - Gene Wilder (Indicado)